# Roberto D’Agostino

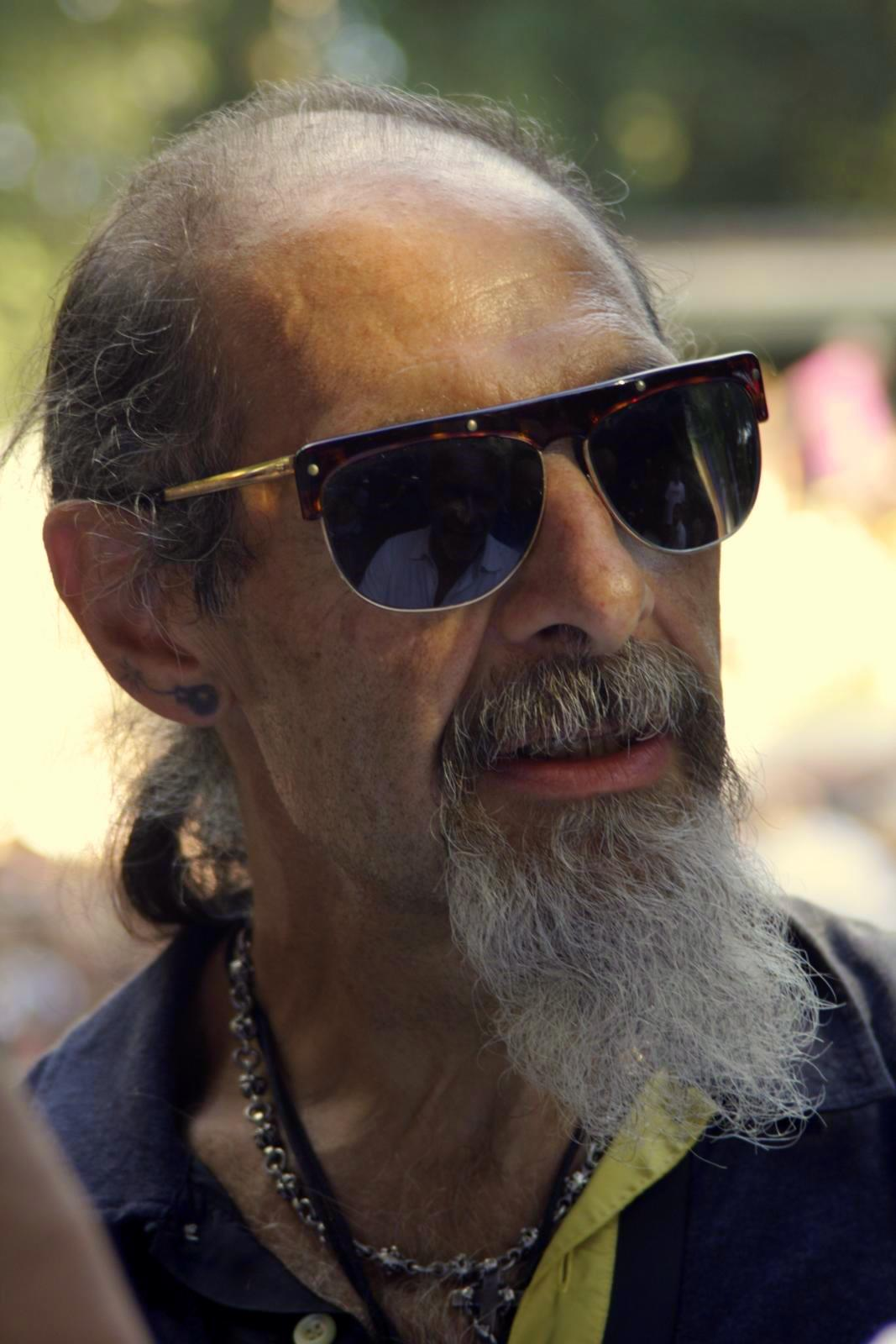
Roberto D’Agostino

Roberto D’Agostino (* 7. Juli 1948 in Rom) ist ein italienischer Journalist, Fernsehmoderator und Filmregisseur.

## Leben
D’Agostino begann noch als Teenager 1965, für das Radio als Moderator zu arbeiten und erlangte dann mit journalistischen Arbeiten zu populären gesellschaftlichen, später mehr und mehr politischen Themen, Bekanntheit und Anerkennung. Für zahlreiche Fernsehprogramme zeichnete er als Ideengeber, Moderator und Provokateur verantwortlich. 1988 schrieb er für Ciao mà… erstmals ein Drehbuch; 1991 führte er Regie bei Mutande pazze und trat in einem Film von Christian De Sica als Schauspieler auf.
D’Agostino veröffentlicht seit Mitte der 1980er Jahre Bücher, einige in Zusammenarbeit mit seinem Freund seit Jugendtagen, Renzo Arbore. Im Mai 2000 gründete er das politische Webportal Dagospia, in dem er das Geschehen in Italien kritisch begleitet und oftmals zynisch kommentiert.